# NGC 7433
NGC 7433 (również PGC 70112) – galaktyka spiralna (S?), znajdująca się w gwiazdozbiorze Pegaza. Odkrył ją 12 października 1855 roku R.J. Mitchell – asystent Williama Parsonsa.